# HMS Panther (G41)
Pour les autres navires du même nom, voir HMS Panther.
Le HMS Panther est un destroyer de classe P en service dans la Royal Navy pendant la Seconde Guerre mondiale.
Il est mis sur cale aux chantiers navals Fairfield Shipbuilding and Engineering Company de Govan le 5 mars 1940, il est lancé le 28 mai 1941 et mis en service le 12 décembre 1941.

## Historique
Aussitôt opérationnel, le destroyer rejoint l'Eastern Fleet de l'amiral Sir James Somerville. Durant le raid japonais sur Ceylan en avril 1942, le Panther patrouille dans l'océan Indien. Après le naufrage des croiseurs lourds Cornwall et Dorsetshire le 5 avril, le Panther participa au sauvetage d'environ 1 120 hommes des deux équipages, dont beaucoup étaient dans l'eau pendant 30 heures dans une mer infestée de requins. Le 8 mai 1942, en collaboration avec le destroyer Active, il coule le sous-marin français vichyste Monge lors de l'opération Ironclad à Madagascar. En décembre 1942, il fait partie d'une escorte un convoi qui comprend le transport de troupes SS Strathallan. Lorsqu'il est torpillé par l'U-562 le 21 décembre, le Panther et d'autres navires d'escorte secourent l'équipage et les troupes, dont le personnel du général américain Dwight D. Eisenhower, les débarquant en toute sécurité à Oran.
Fin 1942, il participe aux convois de Malte avant d'être transféré dans l'Atlantique Nord avec son sister-ship Pathfinder. De retour en Méditerranée en juillet 1943, le Panther fait partie de la flotte d'invasion de la Sicile (opération Husky), puis de Salerne (opération Avalanche) le mois suivant. Le 9 octobre 1943 à midi, pendant la campagne du Dodécanèse, le Panther est attaqué dans le canal de Scarpento (mer Égée) par un Junkers Ju 87 Stuka du Sturzkampfgeschwader 3 de la base aérienne de Mégare. Le navire coule en une minute. Son équipage est sauvé par le destroyer grec Miaoulis.